# 霍州站
霍州站，原名霍县站，位于中华人民共和国山西省临汾市霍州市，是南同蒲铁路上的火车站，始建于1934年，由中国铁路太原局集团侯马车务段管辖。

## 歷史
- 建于1934年。

## 車站周邊
- 煤焦中心化验室
- 霍州市剑桥学校
- 霍州市安全生产监督管理局
- 霍州市技工学校
- 西城工商所

## 外部連結
- 中国铁路客户服务中心 （页面存档备份，存于）